# Sille Lundquist
Sille Lundquist (født 25. august  1970 - død 21. januar 2018) var en dansk mindfulness-underviser, forfatterinde og supermodel.
Sille Lundquist vandt den danske Supermodel of the World-konkurrence i slutningen af 80'erne, og i 90'erne boede hun tre år i Paris, halvandet år i Milano og to år i New York, og hun optrådte blandt andet i magasiner som britiske Elle og franske Glamour. Hun medvirkede i musikvideoer for Michael Jackson og som dansepige i åbningssekvensen til James Bond-filmen Tomorrow Never Dies.
Lundquist blev bachelor i filosofi og uddannede sig til coach, der rådgav blandt andet virksomheder. Hun ejede firmaet, Being Human, hvor hun underviste i mindfulness.
Hun er datter af sprogforskeren Lita Lundquist.
Sille døde af brystkræft og efterlod sig to døtre og Nikolaj, som hun nåede at være sammen med i 21 år. Parret blev gift i 2014 efter 18 år som kærester.